# Algemene Latijnse vervoegingen en verbuigingen
Hier staan alle rijtjes en overzichten van de Latijnse grammatica.

## Naamwoorden

### Zelfstandige naamwoorden
De volgorde van boven naar beneden is: 
nominatief (nom)
genitief   (gen)
datief     (dat)
accusatief (acc)
vocatief   (voc)
ablatief   (abl)
nooit de abl. en de voc omdraaien! 
De zelfstandige naamwoorden zijn in het Latijn verdeeld in 5 declinaties. Voor elke declinatie zijn andere regels wat betreft de verbuiging van de woorden in de verschillende naamvallen.
| Declinatie 1 | Declinatie 1 | Declinatie 1 | Declinatie 1 | Declinatie 1 | Declinatie 1 | Declinatie 1 | Declinatie 1 | Declinatie 1 | Declinatie 1 |
| --- | ------------ | ------------ | ------------ | ------------ | ------------ | ------------ | ------------ | ------------ | ------------ |
| | a-stammen    |              |              |              |              |              |              |              |              |
| naamvallen | singularis   | pluralis     |              |              |              |              |              |              |              |
| nominativus | femina       | feminae      |              |              |              |              |              |              |              |
| genitivus | feminae      | feminārum    |              |              |              |              |              |              |              |
| dativus | feminae      | feminīs      |              |              |              |              |              |              |              |
| accusativus | feminam      | feminās      |              |              |              |              |              |              |              |
| ablativus | feminā       | feminīs      |              |              |              |              |              |              |              |
| vocativus | feminǎ       | feminae      |              |              |              |              |              |              |              |
| - Het geslacht van de woorden op -a is bijna altijd vrouwelijk. Enkel mannelijke personen (agricola, boer), mannelijke leenwoorden uit het Grieks op -της (agonista, dialogista, pirata) en namen van rivieren (Sequana, Seine) zijn wel mannelijk. - De oude gen. sing. op -as treft men nog aan bij uitdrukkingen zoals pater familias (huisvader). - De nom. en abl. sing. zijn qua vorm gelijk; de nom. eindigt echter op een korte ǎ, terwijl de abl. eindigt op een lange ā. In proza wordt verwarring zo veel mogelijk vermeden; in poëzie kan men aan het metrum aflezen of een vorm een nom. of abl. is. - De woorden dea (Godin) en filia (dochter) eindigen soms in de dat. en abl. plur. op ābus, om verwarring met dat. en abl. plur van deus (God) en filius (zoon) te voorkomen. |              |              |              |              |              |              |              |              |              |

| Declinatie 2 | Declinatie 2 | Declinatie 2 | Declinatie 2 | Declinatie 2 | Declinatie 2 | Declinatie 2 | Declinatie 2 | Declinatie 2 |
| --- | ------------ | ------------ | ------------ | ------------ | ------------ | ------------ | ------------ | ------------ |
| | us-stammen   | us-stammen   | er-stammen   | er-stammen   | er-stammen   | er-stammen   | um-stammen   | um-stammen   |
| naamvallen | singularis   | pluralis     | singularis   | pluralis     | singularis   | pluralis     | singularis   | pluralis     |
| nominativus | dominus      | dominī       | puer         | pueri        | ager         | agri         | bellum       | bella        |
| genitivus | dominī       | dominōrum    | puerī        | puerōrum     | agrī         | agrōrum      | bellī        | bellōrum     |
| dativus | dominō       | dominīs      | puerō        | puerīs       | agrō         | agrīs        | bellō        | bellīs       |
| accusativus | dominum      | dominōs      | puerum       | puerōs       | agrum        | agrōs        | bellum       | bella        |
| ablativus | dominō       | dominīs      | puerō        | puerīs       | agrō         | agrīs        | bellō        | bellīs       |
| vocativus | dominĕ       | dominī       | puer         | pueri        | ager         | agri         | bellum       | bella        |
| - Het geslacht van de woorden op -us en -er is bijna altijd mannelijk, op -um onzijdig. Vrouwelijk zijn de namen van bomen, landen, eilanden en steden, zoals populus (populier), Aegyptus (Egypte), Corinthus (Korinthe) en ook humus (grond). Onzijdig is vulgus (het gepeupel), virus (slijm, gif), pelagus (zee, Grieks leenwoord). In het laatste geval eindigt de nominativus pluralis niet op -a, maar neemt men het Griekse meervoud pelage over. - De nom. en acc. van onzijdige woorden is altijd gelijk. - De gen. sing. van woorden uit de tweede declinatie eindigend op -ius, eindigt vaak op -i in plaats van -ii, zoals fili. - De voc. sing. van woorden uit de tweede declinatie eindigend op -ius, eindigt bij bijvoorbeeld eigennamen (Vergilius) en het woord filius op -i; Vergili, fili. - Bij enkele woorden uit de tweede declinatie treft men nog de oorspronkelijke vervoeging van de gen. plur. aan op -um, zoals deum, socium, liberum en virum. - Volgens puer (stam: puer-) gaan: gener, socer, vesper, Liber, liberi en substantiva op -fer en -ger, zoals signifer en armiger. De overige woorden op -er gaan volgens ager (stam: agr-). |              |              |              |              |              |              |              |              |

| Declinatie 3 | Declinatie 3       | Declinatie 3       | Declinatie 3   | Declinatie 3   | Declinatie 3       | Declinatie 3       | Declinatie 3   | Declinatie 3   | Declinatie 3 | Declinatie 3 |
| --- | ------------------ | ------------------ | -------------- | -------------- | ------------------ | ------------------ | -------------- | -------------- | ------------ | ------------ |
| | consonant (m., f.) | consonant (m., f.) | consonant (n.) | consonant (n.) | i-stammen (m., f.) | i-stammen (m., f.) | i-stammen (n.) | i-stammen (n.) | gemengd      | gemengd      |
| naamvallen | singularis         | pluralis           | singularis     | pluralis       | singularis         | pluralis           | singularis     | pluralis       | singularis   | pluralis     |
| nominativus | rex                | regēs              | nomen          | nomina         | turris             | turres             | mare           | maria          | navis        | naves        |
| genitivus | regis              | regum              | nominis        | nominum        | turris             | turrium            | maris          | marium         | navis        | navium       |
| dativus | regī               | regibus            | nominī         | nominibus      | turrī              | turribus           | mari           | maribus        | navi         | navibus      |
| accusativus | regem              | regēs              | nomen          | nomina         | turrim             | turres             | mare           | maria          | navem        | naves        |
| ablativus | rege               | regibus            | nomine         | nominibus      | turrī              | turribus           | mari           | maribus        | nave         | navibus      |
| vocativus | rex                | regēs              | nomen          | nomina         | turris             | turres             | mare           | maria          | navis        | naves        |
| - De consonant-vervoegingen kennen over het algemeen een stam op één enkele medeklinker en hebben in de nom. sing. en gen. sing. een verschillend aantal lettergrepen. De gen. plur. eindigt op -um. - De i-vervoegingen hebben een stam op een i. De gen. plur. eindigt altijd op -ium. Tot de i-groep behoren plaats- en riviernamen die eindigen op -is en een gelijk aantal lettergrepen in de nominativus en de genitivus hebben, onzijdige woorden die eindigen op -al, -ar en -e, en febris, puppis, securis, sitis, turris, tussis en vis (vis kent geen gen. en dat. sing.). - De gemengde declinatie bevat woorden die oorspronkelijk tot de i-stammen behoorden maar bijna volledig zijn overgegaan tot de consonant-vervoeging. De oorspronkelijke -ium in de gen. plur. blijft behouden. Tot de gemengde groep behoren woorden die eindigen op -es of -is en in de nom. sing. evenveel lettergrepen hebben als in de gen. sing. en woorden die een stam hebben op twee of meer consonanten. Uitzonderingen zijn pater, mater, frater, canis en iuvenis, die allen gaan volgens de consonant-vervoegingen. - Niet zelden lopen de vervoegingen van de groepen in elkaar over; civis, navis, ignis en imber hebben in de abl. sing. vaak de uitgang -i. - Regelmatig krijgen woorden met een gen. plur. op -ium een acc. plur. die eindigt op -is in plaats van -es. - Woorden op -er, -or en -os zijn vaak mannelijk (vrouwelijk: arbor; onzijdig: cor; iter; ver; os, oris en os, ossis) - Woorden op -o, -s en -x zijn vaak vrouwelijk (mannelijk: dens, fons, mons, pons, finis, ignis en pes) - Woorden op -us en -men zijn vaak onzijdig (mannelijk: flamen, priester) |                    |                    |                |                |                    |                    |                |                |              |              |

| Declinatie 4 | Declinatie 4       | Declinatie 4       | Declinatie 4       | Declinatie 4       | Declinatie 4   | Declinatie 4   | Declinatie 4 | Declinatie 4 |
| --- | ------------------ | ------------------ | ------------------ | ------------------ | -------------- | -------------- | ------------ | ------------ |
| | u-stammen (m., f.) | u-stammen (m., f.) | u-stammen (m., f.) | u-stammen (m., f.) | u-stammen (n.) | u-stammen (n.) |              |              |
| naamvallen | singularis         | pluralis           | singularis         | pluralis           | singularis     | pluralis       |              |              |
| nominativus | fructus            | fructūs            | domus              | domūs              | cornū          | cornua         |              |              |
| genitivus | fructūs            | fructuum           | domūs              | domōrum, domuum    | cornūs         | cornuum        |              |              |
| dativus | fructuī            | fructibus          | domuī              | domibus            | cornū          | cornibus       |              |              |
| accusativus | fructum            | fructūs            | domum              | domōs              | cornū          | cornua         |              |              |
| ablativus | fructu             | fructībus          | domō               | domibus            | cornū          | cornibus       |              |              |
| vocativus | fructus            | fructūs            | domus              | domūs              | cornū          | cornua         |              |              |
| - Het geslacht van alle woorden op -us is mannelijk, behalve de vrouwelijke woorden acus, anus (oude vrouw), colus, domus, idus, manus, nurus, porticus, socrus en tribus. - Colus komt ook als mannelijk zelfstandig naamwoord voor en bij sommigen als woord van de tweede declinatie. - Domus gaat deels volgens de 2e declinatie. |                    |                    |                    |                    |                |                |              |              |

| Declinatie 5 | Declinatie 5 | Declinatie 5 | Declinatie 5 | Declinatie 5 |
| --- | ------------ | ------------ | ------------ | ------------ |
| | e-stammen    |              |              |              |
| naamvallen | singularis   | pluralis     | singularis   | pluralis     |
| nominativus | rēs          | rēs          | diēs         | diēs         |
| genitivus | reī          | rērum        | diēī         | diērum       |
| dativus | reī          | rēbus        | diēī         | diēbus       |
| accusativus | rem          | rēs          | diem         | diēs         |
| ablativus | rē           | rēbus        | diē          | diēbus       |
| vocativus | rēs          | rēs          | diēs         | diēs         |
| - Het geslacht van de woorden is altijd vrouwelijk; dies is vaak mannelijk wanneer het niet duidelijk is om welke dag het precies gaat. Wordt een bepaalde dag bedoeld, dan is dies vrouwelijk. |              |              |              |              |

### Bijvoeglijke naamwoorden
| Bijvoeglijke naamwoorden: klasse 1 | Bijvoeglijke naamwoorden: klasse 1 | Bijvoeglijke naamwoorden: klasse 1 | Bijvoeglijke naamwoorden: klasse 1 | Bijvoeglijke naamwoorden: klasse 1 | Bijvoeglijke naamwoorden: klasse 1 | Bijvoeglijke naamwoorden: klasse 1 | Bijvoeglijke naamwoorden: klasse 1 | Bijvoeglijke naamwoorden: klasse 1 | Bijvoeglijke naamwoorden: klasse 1 |
| ---------------------------------- | ---------------------------------- | ---------------------------------- | ---------------------------------- | ---------------------------------- | ---------------------------------- | ---------------------------------- | ---------------------------------- | ---------------------------------- | ---------------------------------- |
|                                    | -us                                | -us                                | -us                                | -er                                | -er                                | -er                                | -er en -r                          | -er en -r                          | -er en -r                          |
|                                    | mannelijk                          | vrouwelijk                         | onzijdig                           | mannelijk                          | vrouwelijk                         | onzijdig                           | mannelijk                          | vrouwelijk                         | onzijdig                           |
| enkelvoud                          |                                    |                                    |                                    |                                    |                                    |                                    |                                    |                                    |                                    |
| nominativus                        | bonus                              | bona                               | bonum                              | miser                              | misera                             | miserum                            | pulcher                            | pulchra                            | pulchrum                           |
| genitivus                          | boni                               | bonae                              | boni                               | miseri                             | miserae                            | miseri                             | pulchri                            | pulchrae                           | pulchri                            |
| dativus                            | bono                               | bonae                              | bono                               | misero                             | miserae                            | misero                             | pulchro                            | pulchrae                           | pulchro                            |
| accusativus                        | bonum                              | bonam                              | bonum                              | miserum                            | miseram                            | miserum                            | pulchrum                           | pulchram                           | pulchrum                           |
| ablativus                          | bono                               | bona                               | bono                               | misero                             | misera                             | misero                             | pulchro                            | pulchra                            | pulchro                            |
| vocativus                          | bone                               | bona                               | bonum                              | misere                             | misera                             | miserum                            | pulchre                            | pulchra                            | pulchrum                           |
| meervoud                           |                                    |                                    |                                    |                                    |                                    |                                    |                                    |                                    |                                    |
| nominativus                        | boni                               | bonae                              | bona                               | miseri                             | miserae                            | misera                             | pulchri                            | pulchrae                           | pulchra                            |
| genitivus                          | bonorum                            | bonarum                            | bonorum                            | miserorum                          | miserarum                          | miserorum                          | pulchrorum                         | pulchrarum                         | pulchrorum                         |
| dativus                            | bonis                              | bonis                              | bonis                              | miseris                            | miseris                            | miseris                            | pulchris                           | pulchris                           | pulchris                           |
| accusativus                        | bonos                              | bonas                              | bona                               | miseros                            | miseras                            | misera                             | pulchros                           | pulchras                           | pulchra                            |
| ablativus                          | bonis                              | bonis                              | bonis                              | miseris                            | miseris                            | miseris                            | pulchris                           | pulchris                           | pulchris                           |
| vocativus                          | boni                               | bonae                              | bona                               | miseri                             | miserae                            | misera                             | pulchri                            | pulchrae                           | pulchra                            |
| vertaling                          |                                    |                                    |                                    |                                    |                                    |                                    |                                    |                                    |                                    |
|                                    | goed                               | goed                               | goed                               | ellendig                           | ellendig                           | ellendig                           | mooi                               | mooi                               | mooi                               |

| Bijvoeglijke naamwoorden: klasse 2 | Bijvoeglijke naamwoorden: klasse 2 | Bijvoeglijke naamwoorden: klasse 2 | Bijvoeglijke naamwoorden: klasse 2 | Bijvoeglijke naamwoorden: klasse 2 | Bijvoeglijke naamwoorden: klasse 2 | Bijvoeglijke naamwoorden: klasse 2 | Bijvoeglijke naamwoorden: klasse 2 | Bijvoeglijke naamwoorden: klasse 2 | Bijvoeglijke naamwoorden: klasse 2 |
| ---------------------------------- | ---------------------------------- | ---------------------------------- | ---------------------------------- | ---------------------------------- | ---------------------------------- | ---------------------------------- | ---------------------------------- | ---------------------------------- | ---------------------------------- |
|                                    | -is                                | -is                                | -is                                | -ns                                | -ns                                | -ns                                | -van alles                         | -van alles                         | -van alles                         |
|                                    | mannelijk                          | vrouwelijk                         | onzijdig                           | mannelijk                          | vrouwelijk                         | onzijdig                           | mannelijk                          | vrouwelijk                         | onzijdig                           |
| enkelvoud                          |                                    |                                    |                                    |                                    |                                    |                                    |                                    |                                    |                                    |
| nominativus                        | fortis                             | fortis                             | forte                              | ingens                             | ingens                             | ingens                             | acer                               | acris                              | acre                               |
| genitivus                          | fortis                             | fortis                             | fortis                             | ingentis                           | ingentis                           | ingentis                           | acris                              | acris                              | acris                              |
| dativus                            | forti                              | forti                              | forti                              | ingenti                            | ingenti                            | ingenti                            | acri                               | acri                               | acri                               |
| accusativus                        | fortem                             | fortem                             | forte                              | ingentem                           | ingentem                           | ingens                             | acrem                              | acrem                              | acre                               |
| ablativus                          | forti                              | forti                              | forti                              | ingenti                            | ingenti                            | ingenti                            | acri                               | acri                               | acri                               |
| vocativus                          | fortis                             | fortis                             | forte                              | ingens                             | ingens                             | ingens                             | acer                               | acris                              | acre                               |
| meervoud                           |                                    |                                    |                                    |                                    |                                    |                                    |                                    |                                    |                                    |
| nominativus                        | fortes                             | fortes                             | fortia                             | ingentes                           | ingentes                           | ingentia                           | acres                              | acres                              | acria                              |
| genitivus                          | fortium                            | fortium                            | fortium                            | ingentium                          | ingentium                          | ingentium                          | acrium                             | acrium                             | acrium                             |
| dativus                            | fortibus                           | fortibus                           | fortibus                           | ingentibus                         | ingentibus                         | ingentibus                         | acribus                            | acribus                            | acribus                            |
| accusativus                        | fortes                             | fortes                             | fortia                             | ingentes                           | ingentes                           | ingentia                           | acres                              | acres                              | acria                              |
| ablativus                          | fortibus                           | fortibus                           | fortibus                           | ingentibus                         | ingentibus                         | ingentibus                         | acribus                            | acribus                            | acribus                            |
| vocativus                          | fortes                             | fortes                             | fortia                             | ingentes                           | ingentes                           | ingentia                           | acres                              | acres                              | acria                              |
| vertaling                          |                                    |                                    |                                    |                                    |                                    |                                    |                                    |                                    |                                    |
|                                    | dapper, sterk                      | dapper, sterk                      | dapper, sterk                      | reusachtig                         | reusachtig                         | reusachtig                         | fel, scherp                        | fel, scherp                        | fel, scherp                        |

### Voornaamwoorden

#### Persoonlijke voornaamwoorden
| Persoonlijke voornaamwoorden | Persoonlijke voornaamwoorden | Persoonlijke voornaamwoorden | Persoonlijke voornaamwoorden | Persoonlijke voornaamwoorden | Persoonlijke voornaamwoorden | Persoonlijke voornaamwoorden | Persoonlijke voornaamwoorden | Persoonlijke voornaamwoorden | Persoonlijke voornaamwoorden |
| ---------------------------- | ---------------------------- | ---------------------------- | ---------------------------- | ---------------------------- | ---------------------------- | ---------------------------- | ---------------------------- | ---------------------------- | ---------------------------- |
|                              | 1e persoon                   | 2e persoon                   | 3e persoon                   | 3e persoon                   | 3e persoon                   | vertaling 1e persoon         | vertaling 1e persoon         | vertaling 1e persoon         |                              |
| enkelvoud                    |                              |                              |                              |                              |                              |                              |                              |                              |                              |
| nominativus                  | ego - ik                     | tu - jij                     | is - hij                     | ea - zij                     | id - het                     | ik                           |                              |                              |                              |
| genitivus                    | mei                          | tui                          | eius                         | eius                         | eius                         | van mij/mijn                 |                              |                              |                              |
| dativus                      | mihi                         | tibi                         | ei                           | ei                           | ei                           | aan/voor mij                 |                              |                              |                              |
| accusativus                  | me                           | te                           | eum                          | eam                          | id                           | mij                          |                              |                              |                              |
| ablativus                    | me                           | te                           | eo                           | ea                           | eo                           | met/door mij                 |                              |                              |                              |
| meervoud                     |                              |                              |                              |                              |                              |                              |                              |                              |                              |
| nominativus                  | nos - wij                    | vos - jullie                 | ei of ii - zij               | eae - zij                    | ea - zij                     | wij                          |                              |                              |                              |
| genitivus                    | nostri, nostrum              | vestri, vestrum              | eorum                        | earum                        | eorum                        | onze/ons/van ons             |                              |                              |                              |
| dativus                      | nobis                        | vobis                        | eis/iis                      | eis/iis                      | eis/iis                      | aan ons                      |                              |                              |                              |
| accusativus                  | nos                          | vos                          | eos                          | eas                          | ea                           | ons                          |                              |                              |                              |
| ablativus                    | nobis                        | vobis                        | eis                          | eis                          | eis                          | met/door ons                 |                              |                              |                              |

- De genitivus op -i (mei, tui, sui, nostri, vestri) wordt alleen gebruikt als genetivus objectivus; amor mei (de liefde voor mij). De genitivus op -um (nostrum, vestrum) wordt alleen gebruikt als genitivus partitivus; quis nostrum? (wie van ons?). Wanneer men een bezitsrelatie wil uitdrukken, zoals in het Nederlandse De vrouw is van mij, krijgt men in het Latijn een bezittelijk voornaamwoord dat congrueert met het zelfstandige naamwoord: Femina est mea.

#### Betrekkelijke voornaamwoorden
| Betrekkelijke voornaamwoorden | Betrekkelijke voornaamwoorden | Betrekkelijke voornaamwoorden | Betrekkelijke voornaamwoorden | Betrekkelijke voornaamwoorden | Betrekkelijke voornaamwoorden | Betrekkelijke voornaamwoorden | Betrekkelijke voornaamwoorden | Betrekkelijke voornaamwoorden | Betrekkelijke voornaamwoorden |
| ----------------------------- | ----------------------------- | ----------------------------- | ----------------------------- | ----------------------------- | ----------------------------- | ----------------------------- | ----------------------------- | ----------------------------- | ----------------------------- |
|                               | mannelijk                     | vrouwelijk                    | onzijdig                      | vertaling                     |                               |                               |                               |                               |                               |
| enkelvoud                     |                               |                               |                               |                               |                               |                               |                               |                               |                               |
| nominativus                   | qui                           | quae                          | quod                          | die, dat                      |                               |                               |                               |                               |                               |
| genitivus                     | cuius                         | cuius                         | cuius                         | van wie, waarvan              |                               |                               |                               |                               |                               |
| dativus                       | cui                           | cui                           | cui                           | voor wie, waarvoor            |                               |                               |                               |                               |                               |
| accusativus                   | quem                          | quam                          | quod                          | die, dat                      |                               |                               |                               |                               |                               |
| ablativus                     | quo                           | qua                           | quo                           | door wie, waardoor            |                               |                               |                               |                               |                               |
| meervoud                      |                               |                               |                               |                               |                               |                               |                               |                               |                               |
| nominativus                   | qui                           | quae                          | quae                          | die                           |                               |                               |                               |                               |                               |
| genitivus                     | quorum                        | quarum                        | quorum                        | van wie, waarvan              |                               |                               |                               |                               |                               |
| dativus                       | quibus                        | quibus                        | quibus                        | voor wie, waarvoor            |                               |                               |                               |                               |                               |
| accusativus                   | quos                          | quas                          | quae                          | die, dat                      |                               |                               |                               |                               |                               |
| ablativus                     | quibus                        | quibus                        | quibus                        | door wie, waardoor            |                               |                               |                               |                               |                               |

#### Vragende voornaamwoorden

##### Zelfstandig
| Zelfstandige vragende voornaamwoorden | Zelfstandige vragende voornaamwoorden | Zelfstandige vragende voornaamwoorden | Zelfstandige vragende voornaamwoorden | Zelfstandige vragende voornaamwoorden | Zelfstandige vragende voornaamwoorden | Zelfstandige vragende voornaamwoorden | Zelfstandige vragende voornaamwoorden | Zelfstandige vragende voornaamwoorden | Zelfstandige vragende voornaamwoorden |
| ------------------------------------- | ------------------------------------- | ------------------------------------- | ------------------------------------- | ------------------------------------- | ------------------------------------- | ------------------------------------- | ------------------------------------- | ------------------------------------- | ------------------------------------- |
|                                       | mannelijk / vrouwelijk                | onzijdig                              | vertaling                             |                                       |                                       |                                       |                                       |                                       |                                       |
| enkelvoud                             |                                       |                                       |                                       |                                       |                                       |                                       |                                       |                                       |                                       |
| nominativus                           | quis                                  | quid                                  | wie? / wat?                           |                                       |                                       |                                       |                                       |                                       |                                       |
| genitivus                             | cuius                                 | cuius                                 | van wie? / waarvan?                   |                                       |                                       |                                       |                                       |                                       |                                       |
| dativus                               | cui                                   | cui                                   | voor wie? / waarvoor?                 |                                       |                                       |                                       |                                       |                                       |                                       |
| accusativus                           | quem                                  | quid                                  | wie ? / wat?                          |                                       |                                       |                                       |                                       |                                       |                                       |
| ablativus                             | quo                                   | quo                                   | met wie? / waarin?                    |                                       |                                       |                                       |                                       |                                       |                                       |
| meervoud                              |                                       |                                       |                                       |                                       |                                       |                                       |                                       |                                       |                                       |
| nominativus                           | qui                                   | quae                                  | wie?                                  |                                       |                                       |                                       |                                       |                                       |                                       |
| genitivus                             | quorum                                | quorum                                | van wie?                              |                                       |                                       |                                       |                                       |                                       |                                       |
| dativus                               | quibus                                | quibus                                | voor wie?                             |                                       |                                       |                                       |                                       |                                       |                                       |
| accusativus                           | quos                                  | quae                                  | wie?                                  |                                       |                                       |                                       |                                       |                                       |                                       |
| ablativus                             | quibus                                | quibus                                | met wie?                              |                                       |                                       |                                       |                                       |                                       |                                       |

Aangezien het niet mogelijk is om te weten of er naar een man of vrouw gevraagd wordt ("Wie is daar aan de deur?"), wordt er geen onderscheid gemaakt tussen mannelijk en vrouwelijk. De onzijdige variant kan echter wel: "Wat ligt daar op de grond?".

##### Bijvoeglijk
| Bijvoeglijke vragende voornaamwoorden | Bijvoeglijke vragende voornaamwoorden | Bijvoeglijke vragende voornaamwoorden | Bijvoeglijke vragende voornaamwoorden | Bijvoeglijke vragende voornaamwoorden | Bijvoeglijke vragende voornaamwoorden | Bijvoeglijke vragende voornaamwoorden | Bijvoeglijke vragende voornaamwoorden | Bijvoeglijke vragende voornaamwoorden | Bijvoeglijke vragende voornaamwoorden |
| ------------------------------------- | ------------------------------------- | ------------------------------------- | ------------------------------------- | ------------------------------------- | ------------------------------------- | ------------------------------------- | ------------------------------------- | ------------------------------------- | ------------------------------------- |
|                                       | mannelijk                             | vrouwelijk                            | onzijdig                              | vertaling                             |                                       |                                       |                                       |                                       |                                       |
| enkelvoud                             |                                       |                                       |                                       |                                       |                                       |                                       |                                       |                                       |                                       |
| nominativus                           | qui                                   | quae                                  | quod                                  | welke?                                |                                       |                                       |                                       |                                       |                                       |
| genitivus                             | cuius                                 | cuius                                 | cuius                                 | van welke?                            |                                       |                                       |                                       |                                       |                                       |
| dativus                               | cui                                   | cui                                   | cui                                   | voor welke?                           |                                       |                                       |                                       |                                       |                                       |
| accusativus                           | quem                                  | quam                                  | quod                                  | welke?                                |                                       |                                       |                                       |                                       |                                       |
| ablativus                             | quo                                   | qua                                   | quo                                   | met welke/wie?                        |                                       |                                       |                                       |                                       |                                       |
| meervoud                              |                                       |                                       |                                       |                                       |                                       |                                       |                                       |                                       |                                       |
| nominativus                           | qui                                   | quae                                  | quae                                  | welke?                                |                                       |                                       |                                       |                                       |                                       |
| genitivus                             | quorum                                | quarum                                | quorum                                | van welke?                            |                                       |                                       |                                       |                                       |                                       |
| dativus                               | quibus                                | quibus                                | quibus                                | voor welke?                           |                                       |                                       |                                       |                                       |                                       |
| accusativus                           | quos                                  | quas                                  | quae                                  | welke?                                |                                       |                                       |                                       |                                       |                                       |
| ablativus                             | quibus                                | quibus                                | quibus                                | met welke?                            |                                       |                                       |                                       |                                       |                                       |

#### Aanwijzende voornaamwoorden
| Aanwijzende voornaamwoorden | Aanwijzende voornaamwoorden | Aanwijzende voornaamwoorden | Aanwijzende voornaamwoorden | Aanwijzende voornaamwoorden                                             | Aanwijzende voornaamwoorden                                             | Aanwijzende voornaamwoorden                                             | Aanwijzende voornaamwoorden                                                       | Aanwijzende voornaamwoorden                                                       | Aanwijzende voornaamwoorden                                                       |
| --------------------------- | --------------------------- | --------------------------- | --------------------------- | ----------------------------------------------------------------------- | ----------------------------------------------------------------------- | ----------------------------------------------------------------------- | --------------------------------------------------------------------------------- | --------------------------------------------------------------------------------- | --------------------------------------------------------------------------------- |
|                             | hic                         | haec                        | hoc                         | ille                                                                    | illa                                                                    | illud                                                                   | iste                                                                              | ista                                                                              | istud                                                                             |
|                             | mannelijk                   | vrouwelijk                  | onzijdig                    | mannelijk                                                               | vrouwelijk                                                              | onzijdig                                                                | mannelijk                                                                         | vrouwelijk                                                                        | onzijdig                                                                          |
| enkelvoud                   |                             |                             |                             |                                                                         |                                                                         |                                                                         |                                                                                   |                                                                                   |                                                                                   |
| nominativus                 | hic                         | haec                        | hoc                         | ille                                                                    | illa                                                                    | illud                                                                   | iste                                                                              | ista                                                                              | istud                                                                             |
| genitivus                   | huius                       | huius                       | huius                       | illius                                                                  | illius                                                                  | illius                                                                  | istius                                                                            | istius                                                                            | istius                                                                            |
| dativus                     | huic                        | huic                        | huic                        | illi                                                                    | illi                                                                    | illi                                                                    | isti                                                                              | isti                                                                              | isti                                                                              |
| accusativus                 | hunc                        | hanc                        | hoc                         | illum                                                                   | illam                                                                   | illud                                                                   | istum                                                                             | istam                                                                             | istud                                                                             |
| ablativus                   | hoc                         | hac                         | hoc                         | illo                                                                    | illa                                                                    | illo                                                                    | isto                                                                              | ista                                                                              | isto                                                                              |
| meervoud                    |                             |                             |                             |                                                                         |                                                                         |                                                                         |                                                                                   |                                                                                   |                                                                                   |
| nominativus                 | hi                          | hae                         | haec                        | illi                                                                    | illae                                                                   | illa                                                                    | isti                                                                              | istae                                                                             | ista                                                                              |
| genitivus                   | horum                       | harum                       | horum                       | illorum                                                                 | illarum                                                                 | illorum                                                                 | istorum                                                                           | istarum                                                                           | istorum                                                                           |
| dativus                     | his                         | his                         | his                         | illis                                                                   | illis                                                                   | illis                                                                   | istis                                                                             | istis                                                                             | istis                                                                             |
| accusativus                 | hos                         | has                         | haec                        | illos                                                                   | illas                                                                   | illa                                                                    | istos                                                                             | istas                                                                             | ista                                                                              |
| ablativus                   | his                         | his                         | his                         | illis                                                                   | illis                                                                   | illis                                                                   | istis                                                                             | istis                                                                             | istis                                                                             |
| vertaling                   |                             |                             |                             |                                                                         |                                                                         |                                                                         |                                                                                   |                                                                                   |                                                                                   |
|                             | deze, dit                   | deze, dit                   | deze, dit                   | die, dat (I: bij jou, bij degene die wordt aangesproken) (II: positief) | die, dat (I: bij jou, bij degene die wordt aangesproken) (II: positief) | die, dat (I: bij jou, bij degene die wordt aangesproken) (II: positief) | die, dat (I: ginds, niet bij de spreker of aangesprokene aanwezig) (II: negatief) | die, dat (I: ginds, niet bij de spreker of aangesprokene aanwezig) (II: negatief) | die, dat (I: ginds, niet bij de spreker of aangesprokene aanwezig) (II: negatief) |

- hic wijst naar wat in het bereik van de spreker is (deze hier)
- ille wijst naar wat verder weg is (die daar)
- iste  wijst naar wat in het bereik van de aangesproken persoon is (die bij jou).

Hoewel ze in de vertaling hetzelfde betekenen, kan de schrijver kiezen tussen ille of iste. Ille duidt iets positiefs aan: Ille vir: die man. De man is dan waarschijnlijk een goede man. Iste duidt dan weer iets negatiefs aan. Iste vir: die man. In de ogen van de schrijver, of verteller is deze man niet goed.

## Werkwoorden
Het Latijn kent net als het Nederlands 3 personen in het enkelvoud en 3 personen in het meervoud. De uitgangen geven in het Latijn in tegenstelling tot in het Nederlands de persoon aan; een persoonlijk voornaamwoord gebruiken is over het algemeen niet nodig.
Daarnaast kent het Latijnse werkwoord:
Drie genera:
- Activum (bedrijvende vorm)
- Passivum (lijdende vorm)
- Deponens (passieve actieve vorm)

Zes tempora:
- Praesens (onvoltooid tegenwoordige tijd)
- Imperfectum (onvoltooid verleden tijd)
- Futurum (simplex) (onvoltooid toekomende tijd)
- Perfectum (voltooid tegenwoordige tijd)
- Plusquamperfectum (voltooid verleden tijd)
- Futurum exactum (voltooid toekomende tijd)

Acht modi:
- Indicativus (Aantonende wijs)
- Infinitivus (Onbepaalde wijs)
- Imperativus (Gebiedende wijs)
- Coniunctivus (Aanvoegende wijs)
- Participium (Deelwoord)
- Gerundium (Verbaal substantief)
- Gerundivum (Verbaal adjectief)
- Supinum (Verbaal substantief)

De coniunctivus wordt op vele verschillende manieren vertaald, dit hangt onder meer af van in welke van de 4 mogelijke tempora het staat:
| tijd                          | bijzonderheid             | vertaling                                          |
| ----------------------------- | ------------------------- | -------------------------------------------------- |
| praesens                      | wens                      | vaak+utinam "moge"                                 |
| praesens                      | aansporing                | meestal 1ste p. pl. "laten we"                     |
| praesens/perfectum            | ontk. aansporing/verbod   | ne+ 2p.:verbod onv. tijd                           |
| praesens/perfectum            | mogelijkheid              | "kan wel","zal wel","zou wel kunnen": onvolt. tijd |
| imperfectum                   | twijfel (vraag)           | "moeten"+ v.v.t.                                   |
| imperfectum                   | irreële mogelijkheid      | 2de p. sg. "kunnen"+ v.v.t.                        |
| imperfectum/plusquamperfectum | irreële/onvervulbare wens | altijd+utinam: "maar"                              |
| imperfectum/plusquamperfectum | irrealis(onwerkelijkheid) | “zou”/”zou hebben/zijn” of: o.v.t./v.v.t.          |

De laatste drie modi worden niet altijd als modus gezien. Men noemt ze ook wel adiectiva verbalia, van de verbale stam afgeleide bijvoeglijke naamwoorden (het participium en het gerundivum) en substantiva verbalia, van de verbale stam afgeleide substantiva (het gerundium, supinum primum en supinum secundum).
De indicativus treft men aan in alle 6 tijden. De coniunctivus van futurum en futurum exactum ontbreekt, maar kan wel omschreven worden (vocaturus sim etc.).

#### Conjugaties
Het Latijnse werkwoord wordt over het algemeen ingedeeld in 5 zogenaamde conjugaties. De eerste conjugatie kent werkwoorden met een a-stam. De werkwoorden zijn te herkennen aan de uitgang -are. De tweede conjugatie bevat werkwoorden met een e-stam. De werkwoorden zijn te herkennen aan de uitgang -ere. De -e is hier lang. De derde conjugatie bevat consonant-stammen (medeklinker-stammen, aangeduid hieronder als "mk-stam"). De werkwoorden zijn ook te herkennen aan de uitgang -ere maar ditmaal is de -e kort. Men kan dit verschil horen aan de klemtoon bij het uitspreken. De vierde conjugatie bevat werkwoorden met een i-stam. Werkwoorden van dit type eindigen op -ire. De vijfde conjugatie bevat werkwoorden die eindigen op -ere maar die deels volgens conjugatie 3 en deels volgens conjugatie 4 worden vervoegd.

### Activum

#### Praesens
| Tegenwoordige tijd | Tegenwoordige tijd | Tegenwoordige tijd | Tegenwoordige tijd | Tegenwoordige tijd | Tegenwoordige tijd | Tegenwoordige tijd | Tegenwoordige tijd   | Tegenwoordige tijd | Tegenwoordige tijd |
| a-stam ind.        | e-stam ind.        | i-stam ind.        | mk-stam ind.       | i-stam ind.        | esse               | posse              | vertaling vocare     |                    |                    |
| ------------------ | ------------------ | ------------------ | ------------------ | ------------------ | ------------------ | ------------------ | -------------------- | ------------------ | ------------------ |
| amo                | moneo              | audio              | tego               | capio              | sum                | possum             | ik roep              |                    |                    |
| amas               | mones              | audis              | tegis              | capis              | es                 | potes              | jij roept            |                    |                    |
| amat               | monet              | audit              | tegit              | capit              | est                | potest             | hij roept            |                    |                    |
| amamus             | monemus            | audimus            | tegimus            | capimus            | sumus              | possumus           | wij roepen           |                    |                    |
| amatis             | monetis            | auditis            | tegitis            | capitis            | estis              | potestis           | jullie roepen        |                    |                    |
| amant              | monent             | audiunt            | tegunt             | capiunt            | sunt               | possunt            | zij roepen           |                    |                    |
| Imperativus        |                    |                    |                    |                    |                    |                    |                      |                    |                    |
| ama                | mone               | audi               | tege               | cape               | es/esto            | -                  | roep!                |                    |                    |
| amate              | monete             | audite             | tegite             | capite             | este/estote        | -                  | roept!               |                    |                    |
| Infinitivus        |                    |                    |                    |                    |                    |                    |                      |                    |                    |
| amare              | monēre             | audire             | tegěre             | capěre             | esse               | posse              | (te) roepen          |                    |                    |
| Coniunctivus       |                    |                    |                    |                    |                    |                    |                      |                    |                    |
| amem               | moneam             | audiam             | tegam              | capiam             | sim                | possim             | (dat) ik roep        |                    |                    |
| ames               | moneas             | audias             | tegas              | capias             | sis                | possis             | (dat) jij roept      |                    |                    |
| amet               | moneat             | audiat             | tegat              | capiat             | sit                | possit             | (dat) hij roept      |                    |                    |
| amemus             | moneamus           | audiamus           | tegamus            | capiamus           | simus              | possimus           | (moge) wij roepen    |                    |                    |
| ametis             | moneatis           | audiatis           | tegatis            | capiatis           | sitis              | possitis           | (moge) jullie roepen |                    |                    |
| ament              | moneant            | audiant            | tegant             | capiant            | sint               | possint            | (moge) zij roepen    |                    |                    |

#### Verleden tijd

##### Perfectum
| Voltooid tegenwoordige tijd | Voltooid tegenwoordige tijd | Voltooid tegenwoordige tijd | Voltooid tegenwoordige tijd | Voltooid tegenwoordige tijd | Voltooid tegenwoordige tijd | Voltooid tegenwoordige tijd           | Voltooid tegenwoordige tijd | Voltooid tegenwoordige tijd |
| a-stam                      | e-stam                      | i-stam                      | mk-stam                     | esse (zijn)                 | posse (kunnen)              | vertaling vocare                      |                             |                             |
| --------------------------- | --------------------------- | --------------------------- | --------------------------- | --------------------------- | --------------------------- | ------------------------------------- | --------------------------- | --------------------------- |
| vocavi                      | monui                       | audivi                      | dixi                        | fui                         | potui                       | ik heb geroepen / riep                |                             |                             |
| vocavisti                   | monuisti                    | audivisti                   | dixisti                     | fuisti                      | potuisti                    | jij hebt geroepen / riep              |                             |                             |
| vocavit                     | monuit                      | audivit                     | dixit                       | fuit                        | potuit                      | hij - zij - het heeft geroepen / riep |                             |                             |
| vocavimus                   | monuimus                    | audivimus                   | diximus                     | fuimus                      | potuimus                    | wij hebben geroepen / riepen          |                             |                             |
| vocavistis                  | monuistis                   | audivistis                  | dixistis                    | fuistis                     | potuistis                   | jullie hebben geroepen / riepen       |                             |                             |
| vocaverunt                  | monuerunt                   | audiverunt                  | dixerunt                    | fuerunt                     | potuerunt                   | zij hebben geroepen / riepen          |                             |                             |
| Nederlands                  |                             |                             |                             |                             |                             |                                       |                             |                             |
| riep                        | waarschuwde                 | hoorde                      | zei                         | was                         | kon                         |                                       |                             |                             |
| heeft geroepen              | heeft gewaarschuwd          | heeft gehoord               | heeft gezegd                | is geweest                  | heeft gekund                |                                       |                             |                             |
| Infinitivus                 |                             |                             |                             |                             |                             |                                       |                             |                             |
| vocavisse                   | monuisse                    | audivisse                   | dixisse                     | fuisse                      | potuisse                    | geroepen te hebben                    |                             |                             |
| Coniunctivus                |                             |                             |                             |                             |                             |                                       |                             |                             |
| vocaverim                   | monuerim                    | audiverim                   | dixerim                     | fuerim                      | potuerim                    | (moge) ik heb(ben) geroepen           |                             |                             |
| vocaveris                   | monueris                    | audiveris                   | dixeris                     | fueris                      | potueris                    | moge jij hebben geroepen              |                             |                             |
| vocaverit                   | monuerit                    | audiverit                   | dixerit                     | fuerit                      | potuerit                    | moge hij - zij - het hebben geroepen  |                             |                             |
| vocaverimus                 | monuerimus                  | audiverimus                 | dixerimus                   | fuerimus                    | potuerimus                  | moge wij hebben geroepen              |                             |                             |
| vocaveritis                 | monueritis                  | audiveritis                 | dixeritis                   | fueritis                    | potueritis                  | moge jullie hebben geroepen           |                             |                             |
| vocaverint                  | monuerint                   | audiverint                  | dixerint                    | fuerint                     | potuerint                   | moge zij hebben geroepen              |                             |                             |

##### Imperfectum
| Onvoltooid verleden tijd | Onvoltooid verleden tijd | Onvoltooid verleden tijd | Onvoltooid verleden tijd | Onvoltooid verleden tijd | Onvoltooid verleden tijd | Onvoltooid verleden tijd | Onvoltooid verleden tijd | Onvoltooid verleden tijd |
| a-stam                   | e-stam                   | i-stam                   | mk-stam                  | esse (zijn)              | posse (kunnen)           | vertaling vocare         |                          |                          |
| ------------------------ | ------------------------ | ------------------------ | ------------------------ | ------------------------ | ------------------------ | ------------------------ | ------------------------ | ------------------------ |
| vocabam                  | monebam                  | audiebam                 | dicebam                  | eram                     | poteram                  | ik riep                  |                          |                          |
| vocabas                  | monebas                  | audiebas                 | dicebas                  | eras                     | poteras                  | jij riep                 |                          |                          |
| vocabat                  | monebat                  | audiebat                 | dicebat                  | erat                     | poterat                  | hij - zij - het riep     |                          |                          |
| vocabamus                | monebamus                | audiebamus               | dicebamus                | eramus                   | poteramus                | wij riepen               |                          |                          |
| vocabatis                | monebatis                | audiebatis               | dicebatis                | eratis                   | poteratis                | jullie riepen            |                          |                          |
| vocabant                 | monebant                 | audiebant                | dicebant                 | erant                    | poterant                 | zij riepen               |                          |                          |
| Nederlands               |                          |                          |                          |                          |                          |                          |                          |                          |
| riep                     | waarschuwde              | hoorde                   | zei                      | was                      | kon                      |                          |                          |                          |
| Infinitivus Praesens     |                          |                          |                          |                          |                          |                          |                          |                          |
| vocare                   | monēre                   | audire                   | dicěre                   | esse                     | posse                    | roepen                   |                          |                          |
| Coniunctivus             |                          |                          |                          |                          |                          |                          |                          |                          |
| vocarem                  | monerem                  | audirem                  | dicerem                  | essem                    | possem                   | mocht ik (maar) roepen   |                          |                          |
| vocares                  | moneres                  | audires                  | diceres                  | esses                    | posses                   |                          |                          |                          |
| vocaret                  | moneret                  | audiret                  | diceret                  | esset                    | posset                   |                          |                          |                          |
| vocaremus                | moneremus                | audiremus                | diceremus                | essemus                  | possemus                 |                          |                          |                          |
| vocaretis                | moneretis                | audiretis                | diceretis                | essetis                  | possetis                 |                          |                          |                          |
| vocarent                 | monerent                 | audirent                 | dicerent                 | essent                   | possent                  |                          |                          |                          |

##### Plusquamperfectum
| Voltooid verleden tijd | Voltooid verleden tijd | Voltooid verleden tijd | Voltooid verleden tijd | Voltooid verleden tijd | Voltooid verleden tijd | Voltooid verleden tijd       | Voltooid verleden tijd | Voltooid verleden tijd |
| a-stam                 | e-stam                 | i-stam                 | mk-stam                | esse (zijn)            | posse (kunnen)         | vertaling vocare             |                        |                        |
| ---------------------- | ---------------------- | ---------------------- | ---------------------- | ---------------------- | ---------------------- | ---------------------------- | ---------------------- | ---------------------- |
| vocaveram              | monueram               | audiveram              | dixeram                | fueram                 | potueram               | ik had geroepen              |                        |                        |
| vocaveras              | monueras               | audiveras              | dixeras                | fueras                 | potueras               | jij had geroepen             |                        |                        |
| vocaverat              | monuerat               | audiverat              | dixerat                | fuerat                 | potuerat               | hij - zij - het had geroepen |                        |                        |
| vocaveramus            | monueramus             | audiveramus            | dixeramus              | fueramus               | potueramus             | wij hadden geroepen          |                        |                        |
| vocaveratis            | monueratis             | audiveratis            | dixeratis              | fueratis               | potueratis             | jullie hadden geroepen       |                        |                        |
| vocaverant             | monuerant              | audiverant             | dixerant               | fuerant                | potuerant              | zij hadden geroepen          |                        |                        |
| Nederlands             |                        |                        |                        |                        |                        |                              |                        |                        |
| had geroepen           | had gewaarschuwd       | had gehoord            | had gezegd             | was geweest            | had gekund             |                              |                        |                        |
| Coniunctivus           |                        |                        |                        |                        |                        |                              |                        |                        |
| vocavissem             | monuissem              | audivissem             | dixissem               | fuissem                | potuissem              | (mocht) ik geroepen hebben   |                        |                        |
| vocavisses             | monuisses              | audivisses             | dixisses               | fuisses                | potuisses              |                              |                        |                        |
| vocavisset             | monuisset              | audivisset             | dixisset               | fuisset                | potuisset              |                              |                        |                        |
| vocavissemus           | monuissemus            | audivissemus           | dixissemus             | fuissemus              | potuissemus            |                              |                        |                        |
| vocavissetis           | monuissetis            | audivissetis           | dixissetis             | fuissetis              | potuissetis            |                              |                        |                        |
| vocavissent            | monuissent             | audivissent            | dixissent              | fuissent               | potuissent             |                              |                        |                        |

#### Toekomende tijd

##### Futurum (simplex)
- Bij de a-stammen en e-stammen wordt het futurum als volgt gevormd: prs. stam + b + uitgang
- Bij de i-stammen en mk-stammen: prs. stam + e + uitgang

| Futurum (simplex) (Onvoltooid toekomende tijd) | Futurum (simplex) (Onvoltooid toekomende tijd) | Futurum (simplex) (Onvoltooid toekomende tijd) | Futurum (simplex) (Onvoltooid toekomende tijd) | Futurum (simplex) (Onvoltooid toekomende tijd) | Futurum (simplex) (Onvoltooid toekomende tijd) |
| a-stam                                         | e-stam                                         | i-stam                                         | mk-stam                                        | esse (zijn)                                    | vertaling vocare                               |
| ---------------------------------------------- | ---------------------------------------------- | ---------------------------------------------- | ---------------------------------------------- | ---------------------------------------------- | ---------------------------------------------- |
| vocabo                                         | monebo                                         | audiam                                         | dicam                                          | ero                                            | ik zal roepen                                  |
| vocabis                                        | monebis                                        | audies                                         | dices                                          | eris                                           | jij zult roepen                                |
| vocabit                                        | monebit                                        | audiet                                         | dicet                                          | erit                                           | hij - zij - het zal roepen                     |
| vocabimus                                      | monebimus                                      | audiemus                                       | dicemus                                        | erimus                                         | wij zullen roepen                              |
| vocabitis                                      | monebitis                                      | audietis                                       | dicetis                                        | eritis                                         | jullie zullen roepen                           |
| vocabunt                                       | monebunt                                       | audient                                        | dicent                                         | erunt                                          | zij zullen roepen                              |
| Imperativus                                    |                                                |                                                |                                                |                                                |                                                |
| vocato                                         | moneto                                         | audito                                         | dicito                                         | esto                                           | jij zult moeten roepen                         |
| vocato                                         | moneto                                         | audito                                         | dicito                                         | esto                                           | hij - zij - het zal moeten roepen              |
| vocatote                                       | monetote                                       | auditote                                       | dicitote                                       | estote                                         | jullie zullen moeten roepen                    |
| vocanto                                        | monento                                        | audiunto                                       | dicunto                                        | sunto                                          | zij zullen moeten roepen                       |
| Nederlands                                     |                                                |                                                |                                                |                                                |                                                |
| ik zal roepen                                  | ik zal waarschuwen                             | ik zal luisteren                               | ik zal zeggen                                  | ik zal zijn                                    |                                                |
| Infinitivus                                    |                                                |                                                |                                                |                                                |                                                |
| vocaturus esse                                 | moniturus esse                                 | auditurus esse                                 | dicturus esse                                  | futurus esse/fore                              | te zullen roepen                               |

##### Futurum exactum
- Het Futurum exactum wordt als volgt gevormd: prf-stam + esse in de indicativus futurum
- Uitzondering hierop is de 3e persoon meervoud (erunt wordt erint)

| Voltooid Toekomende Tijd | Voltooid Toekomende Tijd | Voltooid Toekomende Tijd | Voltooid Toekomende Tijd | Voltooid Toekomende Tijd | Voltooid Toekomende Tijd | Voltooid Toekomende Tijd            | Voltooid Toekomende Tijd | Voltooid Toekomende Tijd |
| a-stam                   | e-stam                   | i-stam                   | mk-stam                  | esse (zijn)              | posse (kunnen)           | vertaling vocare                    |                          |                          |
| ------------------------ | ------------------------ | ------------------------ | ------------------------ | ------------------------ | ------------------------ | ----------------------------------- | ------------------------ | ------------------------ |
| vocavero                 | monuero                  | audivero                 | dixero                   | fuero                    | potuero                  | ik zal geroepen hebben              |                          |                          |
| vocaveris                | monueris                 | audiveris                | dixeris                  | fueris                   | potueris                 | jij zal geroepen hebben             |                          |                          |
| vocaverit                | monuerit                 | audiverit                | dixerit                  | fuerit                   | potuerit                 | hij - zij - het zal geroepen hebben |                          |                          |
| vocaverimus              | monuerimus               | audiverimus              | dixerimus                | fuerimus                 | potuerimus               | wij zullen geroepen hebben          |                          |                          |
| vocaveritis              | monueritis               | audiveritis              | dixeritis                | fueritis                 | potueritis               | jullie zullen geroepen hebben       |                          |                          |
| vocaverint               | monuerint                | audiverint               | dixerint                 | fuerint                  | potuerint                | zij zullen geroepen hebben          |                          |                          |
| Nederlands               |                          |                          |                          |                          |                          |                                     |                          |                          |
| zal geroepen hebben      | zal gewaarschuwd hebben  | zal geluisterd hebben    | zal gezegd hebben        | zal geweest zijn         | zal gekund hebben        |                                     |                          |                          |

### Passivum

#### Tegenwoordige tijd
| Praesens      | Praesens          | Praesens     | Praesens       | Praesens                       | Praesens | Praesens | Praesens | Praesens |
| a-stam        | e-stam            | i-stam       | mk-stam        | vertaling vocare               |          |          |          |          |
| ------------- | ----------------- | ------------ | -------------- | ------------------------------ | -------- | -------- | -------- | -------- |
| vocor         | moneor            | audior       | regor          | ik word geroepen               |          |          |          |          |
| vocaris       | moneris           | audiris      | regeris        | jij wordt geroepen             |          |          |          |          |
| vocatur       | monetur           | auditur      | regitur        | hij - zij - het wordt geroepen |          |          |          |          |
| vocamur       | monemur           | audimur      | regimur        | wij worden geroepen            |          |          |          |          |
| vocamini      | monemini          | audimini     | regimini       | jullie worden geroepen         |          |          |          |          |
| vocantur      | monentur          | audiuntur    | reguntur       | zij worden geroepen            |          |          |          |          |
| Nederlands    |                   |              |                |                                |          |          |          |          |
| word geroepen | word gewaarschuwd | word gehoord | word geregeerd |                                |          |          |          |          |
| Imperativus   |                   |              |                |                                |          |          |          |          |
| vocare        | monere            | audire       | regere         | word geroepen!                 |          |          |          |          |
| vocamini      | monemini          | audimini     | regimini       | wordt geroepen!                |          |          |          |          |
| Infinitivus   |                   |              |                |                                |          |          |          |          |
| vocari        | monēri            | audiri       | regi           | te worden geroepen             |          |          |          |          |
| Coniunctivus  |                   |              |                |                                |          |          |          |          |
| vocer         | monear            | audiar       | regar          | (dat) ik geroepen worde        |          |          |          |          |
| voceris       | monearis          | audiaris     | regaris        |                                |          |          |          |          |
| vocetur       | moneatur          | audiatur     | regatur        |                                |          |          |          |          |
| vocemur       | moneamur          | audiamur     | regamur        |                                |          |          |          |          |
| vocemini      | moneamini         | audiamini    | regamini       |                                |          |          |          |          |
| vocentur      | moneantur         | audiantur    | regantur       |                                |          |          |          |          |

#### Verleden tijd

##### Perfectum
- Het passieve Perfectum wordt als volgt gevormd: ppp + ott van esse
- Dit geldt ook voor de coniunctivus
- Het ppp verbuigt op het rijtje van longus -a -um

| Voltooid tegenwoordige tijd                                                            | Voltooid tegenwoordige tijd | Voltooid tegenwoordige tijd | Voltooid tegenwoordige tijd | Voltooid tegenwoordige tijd      | Voltooid tegenwoordige tijd | Voltooid tegenwoordige tijd | Voltooid tegenwoordige tijd | Voltooid tegenwoordige tijd |
| a-stam                                                                                 | e-stam                      | i-stam                      | mk-stam                     | vertaling vocare                 |                             |                             |                             |                             |
| -------------------------------------------------------------------------------------- | --------------------------- | --------------------------- | --------------------------- | -------------------------------- | --------------------------- | --------------------------- | --------------------------- | --------------------------- |
| vocatus sum                                                                            | monitus sum                 | auditus sum                 | vinctus sum                 | ik werd/ben geroepen             |                             |                             |                             |                             |
| vocatus es                                                                             | monitus es                  | auditus es                  | vinctus es                  | jij werd/bent geroepen           |                             |                             |                             |                             |
| vocatus est                                                                            | monitus est                 | auditus est                 | vinctus est                 | hij - zij - het werd/is geroepen |                             |                             |                             |                             |
| vocati sumus                                                                           | moniti sumus                | auditi sumus                | vincti sumus                | wij werden/zijn geroepen         |                             |                             |                             |                             |
| vocati estis                                                                           | moniti estis                | auditi estis                | vincti estis                | jullie werden/zijn geroepen      |                             |                             |                             |                             |
| vocati sunt                                                                            | moniti sunt                 | auditi sunt                 | vincti sunt                 | zij werden/zijn geroepen         |                             |                             |                             |                             |
| Infinitivus                                                                            |                             |                             |                             |                                  |                             |                             |                             |                             |
| vocatus esse                                                                           | monitus esse                | auditus esse                | vinctus esse                | geroepen te zijn                 |                             |                             |                             |                             |
| Coniunctivus                                                                           |                             |                             |                             |                                  |                             |                             |                             |                             |
| Zoals de indicativus maar dan met de coniunctivus praesenti van esse, vocatus sim etc. |                             |                             |                             |                                  |                             |                             |                             |                             |

##### Imperfectum
| Onvoltooid verleden tijd | Onvoltooid verleden tijd | Onvoltooid verleden tijd | Onvoltooid verleden tijd | Onvoltooid verleden tijd      | Onvoltooid verleden tijd | Onvoltooid verleden tijd | Onvoltooid verleden tijd | Onvoltooid verleden tijd |
| a-stam                   | e-stam                   | i-stam                   | mk-stam                  | vertaling vocare              |                          |                          |                          |                          |
| ------------------------ | ------------------------ | ------------------------ | ------------------------ | ----------------------------- | ------------------------ | ------------------------ | ------------------------ | ------------------------ |
| vocabar                  | monebar                  | audiebar                 | regebar                  | ik werd geroepen              |                          |                          |                          |                          |
| vocabaris                | monebaris                | audiebaris               | regebaris                | jij werd geroepen             |                          |                          |                          |                          |
| vocabatur                | monebatur                | audiebatur               | regebatur                | hij - zij - het werd geroepen |                          |                          |                          |                          |
| vocabamur                | monebamur                | audiebamur               | regebamur                | wij werden geroepen           |                          |                          |                          |                          |
| vocabamini               | monebamini               | audiebamini              | regebamini               | jullie werden geroepen        |                          |                          |                          |                          |
| vocabantur               | monebantur               | audiebantur              | regebantur               | zij werden geroepen           |                          |                          |                          |                          |
| Nederlands               |                          |                          |                          |                               |                          |                          |                          |                          |
| werd geroepen            | werd gewaarschuwd        | werd gehoord             | werd geregeerd           |                               |                          |                          |                          |                          |
| Coniunctivus             |                          |                          |                          |                               |                          |                          |                          |                          |
| vocarer                  | monerer                  | audirer                  | regerer                  | (mocht) ik geroepen worden    |                          |                          |                          |                          |
| vocareris                | monereris                | audireris                | regereris                |                               |                          |                          |                          |                          |
| vocaretur                | moneretur                | audiretur                | regeretur                |                               |                          |                          |                          |                          |
| vocaremur                | moneremur                | audiremur                | regeremur                |                               |                          |                          |                          |                          |
| vocaremini               | moneremini               | audiremini               | regeremini               |                               |                          |                          |                          |                          |
| vocarentur               | monerentur               | audirentur               | regerentur               |                               |                          |                          |                          |                          |

##### Plusquamperfectum
- Het passieve Plusquamperfectum wordt als volgt gevormd: ppp + ovt van esse
- Dit geldt ook voor de coniunctivus: vocatus essem etc.
- Het pqpf verbuigt op de vorm van longus -a -um

| vocatus eram  | monitus eram  | ik was geroepen              |
| vocatus eras  | monitus eras  | jij was geroepen             |
| vocatus erat  | monitus erat  | hij - zij - het was geroepen |
| vocati eramus | moniti eramus | wij waren geroepen           |
| vocati eratis | moniti eratis | jullie waren geroepen        |
| vocati erant  | moniti erant  | zij waren geroepen           |

#### Toekomende tijd

##### Futurum Simplex
- Bij de a-stammen en e-stammen wordt het futurum als volgt gevormd: prs. stam + b + pua
- Bij de i-stammen en mk-stammen: prs. stam + e + pua

| Futurum (simplex) (Onvoltooid toekomende tijd) | Futurum (simplex) (Onvoltooid toekomende tijd) | Futurum (simplex) (Onvoltooid toekomende tijd) | Futurum (simplex) (Onvoltooid toekomende tijd) | Futurum (simplex) (Onvoltooid toekomende tijd) |
| a-stam                                         | e-stam                                         | i-stam                                         | mk-stam                                        | vertaling vocare                               |
| ---------------------------------------------- | ---------------------------------------------- | ---------------------------------------------- | ---------------------------------------------- | ---------------------------------------------- |
| vocabor                                        | monebor                                        | audiar                                         | dicar                                          | ik zal geroepen worden                         |
| vocaberis                                      | moneberis                                      | audieris                                       | diceris                                        | jij zult geroepen worden                       |
| vocabitur                                      | monebitur                                      | audietur                                       | dicetur                                        | hij - zij - het zal geroepen worden            |
| vocabimur                                      | monebimur                                      | audiemur                                       | dicemur                                        | wij zullen geroepen worden                     |
| vocabimini                                     | monebimini                                     | audiemini                                      | dicemini                                       | jullie zullen geroepen worden                  |
| vocabuntur                                     | monebuntur                                     | audientur                                      | dicentur                                       | zij zullen geroepen worden                     |
| Imperativus                                    |                                                |                                                |                                                |                                                |
| vocator                                        | monetor                                        | auditor                                        | dicitor                                        | jij zult geroepen moeten worden                |
| vocator                                        | monetor                                        | auditor                                        | dicitor                                        | hij - zij - het zal geroepen moeten worden     |
| vocantor                                       | monentor                                       | audiuntor                                      | dicuntor                                       | zij zullen geroepen moeten worden              |
| Nederlands                                     |                                                |                                                |                                                |                                                |
| ik zal geroepen worden                         | ik zal gewaarschuwd worden                     | ik zal aanhoord worden                         | het zal gezegd worden                          |                                                |
| Infinitivus                                    |                                                |                                                |                                                |                                                |
| vocatum iri                                    | monitum iri                                    | auditum iri                                    | dictum iri                                     | te zullen geroepen worden                      |

##### Futurum exactum
| Voltooid Toekomende Tijd | Voltooid Toekomende Tijd | Voltooid Toekomende Tijd | Voltooid Toekomende Tijd | Voltooid Toekomende Tijd          | Voltooid Toekomende Tijd | Voltooid Toekomende Tijd | Voltooid Toekomende Tijd | Voltooid Toekomende Tijd |
| a-stam                   | e-stam                   | i-stam                   | mk-stam                  | vertaling vocare                  |                          |                          |                          |                          |
| ------------------------ | ------------------------ | ------------------------ | ------------------------ | --------------------------------- | ------------------------ | ------------------------ | ------------------------ | ------------------------ |
| vocatus ero              | monitus ero              | auditus ero              | victus ero               | ik zal geroepen zijn              |                          |                          |                          |                          |
| vocatus eris             | monitus eris             | auditus eris             | victus eris              | jij zal geroepen zijn             |                          |                          |                          |                          |
| vocatus erit             | monitus erit             | auditus erit             | victus erit              | hij - zij - het zal geroepen zijn |                          |                          |                          |                          |
| vocati erimus            | moniti erimus            | auditi erimus            | victi erimus             | wij zullen geroepen zijn          |                          |                          |                          |                          |
| vocati eritis            | moniti eritis            | auditi eritis            | victi eritis             | jullie zullen geroepen zijn       |                          |                          |                          |                          |
| vocati erunt             | moniti erunt             | auditi erunt             | victi erunt              | zij zullen geroepen zijn          |                          |                          |                          |                          |
| Nederlands               |                          |                          |                          |                                   |                          |                          |                          |                          |
| zal geroepen zijn        | zal gewaarschuwd zijn    | zal gehoord zijn         | zal overwonnen zijn      |                                   |                          |                          |                          |                          |

## Deelwoorden

### Participium Praesens Actief
|             | mannelijk   | vrouwelijk  | onzijdig    | vertaling                |
| enkelvoud   |             |             |             |                          |
| nominativus | clamans     | clamans     | clamans     | schreeuwend              |
| genitivus   | clamantis   | clamantis   | clamantis   | van de schreeuwende      |
| dativus     | clamanti    | clamanti    | clamanti    | aan de schreeuwende      |
| accusativus | clamantem   | clamantem   | clamans     | schreeuwend              |
| vocativus   | clamans     | clamans     | clamans     | schreeuwend              |
| ablativus   | clamante    | clamante    | clamante    | met de schreeuwende      |
| meervoud    |             |             |             |                          |
| nominativus | clamantes   | clamantes   | clamantia   | schreeuwende(n)          |
| genitivus   | clamantium  | clamantium  | clamantium  | van (de) schreeuwende(n) |
| dativus     | clamantibus | clamantibus | clamantibus | aan (de) schreeuwende(n) |
| accusativus | clamantes   | clamantes   | clamantia   | schreeuwende(n)          |
| vocativus   | clamantes   | clamantes   | clamantia   | schreeuwende(n)          |
| ablativus   | clamantibus | clamantibus | clamantibus | met (de) schreeuwende(n) |

### Participium Perfectum Passief
```
Voltooid deelwoord (Latijn)
```

|             | mannelijk | vrouwelijk | onzijdig  | vertaling             |
| enkelvoud   |           |            |           |                       |
| nominativus | vocatus   | vocata     | vocatum   | geroepen              |
| genitivus   | vocati    | vocatae    | vocati    | van de geroepen(e)    |
| dativus     | vocato    | vocatae    | vocato    | aan de geroepen(e)    |
| accusativus | vocatum   | vocatam    | vocatum   | geroepen              |
| vocativus   | vocate    | vocata     | vocatum   | de geroepen(e)        |
| ablativus   | vocato    | vocata     | vocato    | met de geroepen(e)    |
| meervoud    |           |            |           |                       |
| nominativus | vocati    | vocatae    | vocata    | (de) geroepen(e)(n)   |
| genitivus   | vocatorum | vocatarum  | vocatorum | van (de) geroepene(n) |
| dativus     | vocatis   | vocatis    | vocatis   | aan (de) geroepene(n) |
| accusativus | vocatos   | vocatas    | vocata    | (de) geroepen(e)(n)   |
| vocativus   | vocati    | vocatae    | vocata    | (de) geroepen(e)(n)   |
| ablativus   | vocatis   | vocatis    | vocatis   | met (de) geroepene(n) |

### Participium Futurum Actief
|             | mannelijk   | vrouwelijk  | onzijdig    | vertaling                   |
| enkelvoud   |             |             |             |                             |
| nominativus | vocaturus   | vocatura    | vocaturum   | zullende roepen             |
| genitivus   | vocaturi    | vocaturae   | vocaturi    | van de zullende roepen      |
| dativus     | vocaturo    | vocaturae   | vocaturo    | aan de zullende roepen      |
| accusativus | vocaturum   | vocaturam   | vocaturum   | zullende roepen             |
| vocativus   | vocature    | vocatura    | vocaturum   | de zullende roepen          |
| ablativus   | vocaturo    | vocatura    | vocaturo    | met de zullende roepen      |
| meervoud    |             |             |             |                             |
| nominativus | vocaturi    | vocaturae   | vocatura    | (de) zullende(n) roepen     |
| genitivus   | vocaturorum | vocaturarum | vocaturorum | van (de) zullende(n) roepen |
| dativus     | vocaturis   | vocaturis   | vocaturis   | aan (de) zullende(n) roepen |
| accusativus | vocaturos   | vocaturas   | vocatura    | (de) zullende(n) roepen     |
| vocativus   | vocaturi    | vocaturae   | vocatura    | (de) zullende(n) roepen     |
| ablativus   | vocaturis   | vocaturis   | vocaturis   | met (de) zullende(n) roepen |

### Gerundium
| nominativus | vocare   | (het) roepen    |
| genitivus   | vocandi  | van het roepen  |
| dativus     | vocando  | voor het roepen |
| accusativus | vocandum | het roepen      |
| ablativus   | vocando  | door te roepen  |

## Trappen van vergelijking

### Comparativus (vergrotende trap)
| Comparativus van longus (lang) | Comparativus van longus (lang)                                | Comparativus van longus (lang)                                | Comparativus van longus (lang)                                | Comparativus van longus (lang) | Comparativus van longus (lang) | Comparativus van longus (lang) | Comparativus van longus (lang) | Comparativus van longus (lang) |
| ------------------------------ | ------------------------------------------------------------- | ------------------------------------------------------------- | ------------------------------------------------------------- | ------------------------------ | ------------------------------ | ------------------------------ | ------------------------------ | ------------------------------ |
|                                | mannelijk                                                     | vrouwelijk                                                    | onzijdig                                                      |                                |                                |                                |                                |                                |
| enkelvoud                      |                                                               |                                                               |                                                               |                                |                                |                                |                                |                                |
| nominativus                    | longior                                                       | longior                                                       | longius                                                       |                                |                                |                                |                                |                                |
| genitivus                      | longioris                                                     | longioris                                                     | longioris                                                     |                                |                                |                                |                                |                                |
| dativus                        | longiori                                                      | longiori                                                      | longiori                                                      |                                |                                |                                |                                |                                |
| accusativus                    | longiorem                                                     | longiorem                                                     | longius                                                       |                                |                                |                                |                                |                                |
| vocativus                      | longior                                                       | longior                                                       | longius                                                       |                                |                                |                                |                                |                                |
| ablativus                      | longiore                                                      | longiore                                                      | longiore                                                      |                                |                                |                                |                                |                                |
| meervoud                       |                                                               |                                                               |                                                               |                                |                                |                                |                                |                                |
| nominativus                    | longiores                                                     | longiores                                                     | longiora                                                      |                                |                                |                                |                                |                                |
| genitivus                      | longiorum                                                     | longiorum                                                     | longiorum                                                     |                                |                                |                                |                                |                                |
| dativus                        | longioribus                                                   | longioribus                                                   | longioribus                                                   |                                |                                |                                |                                |                                |
| accusativus                    | longiores                                                     | longiores                                                     | longiora                                                      |                                |                                |                                |                                |                                |
| vocativus                      | longiores                                                     | longiores                                                     | longiora                                                      |                                |                                |                                |                                |                                |
| ablativus                      | longioribus                                                   | longioribus                                                   | longioribus                                                   |                                |                                |                                |                                |                                |
| Nederlands                     |                                                               |                                                               |                                                               |                                |                                |                                |                                |                                |
| vertaling:                     | 1) langer, 2) nogal lang, 3) te lang, 4) langst (van de twee) | 1) langer, 2) nogal lang, 3) te lang, 4) langst (van de twee) | 1) langer, 2) nogal lang, 3) te lang, 4) langst (van de twee) |                                |                                |                                |                                |                                |

#### Onregelmatige comparativi
| bijvoeglijk naamwoord  | comparativus                |
| ---------------------- | --------------------------- |
| bonus (goed)           | melior (beter)              |
| malus (slecht)         | peior (slechter)            |
| magnus (groot)         | maior (groter)              |
| parvus (klein)         | minor (kleiner)             |
| multi (veel)           | plures (meer)               |
| plerique (de meeste(n) | pleraeque (de allermeesten) |
| multum (meer)          | plus (meer)                 |

### Superlativus (overtreffende trap)
| Superlativus van longus (lang) | Superlativus van longus (lang)                                         | Superlativus van longus (lang)                                         | Superlativus van longus (lang)                                         | Superlativus van longus (lang) | Superlativus van longus (lang) | Superlativus van longus (lang) | Superlativus van longus (lang) | Superlativus van longus (lang) |
| ------------------------------ | ---------------------------------------------------------------------- | ---------------------------------------------------------------------- | ---------------------------------------------------------------------- | ------------------------------ | ------------------------------ | ------------------------------ | ------------------------------ | ------------------------------ |
|                                | mannelijk                                                              | vrouwelijk                                                             | onzijdig                                                               |                                |                                |                                |                                |                                |
| enkelvoud                      |                                                                        |                                                                        |                                                                        |                                |                                |                                |                                |                                |
| nominativus                    | longissimus                                                            | longissima                                                             | longissimum                                                            |                                |                                |                                |                                |                                |
| genitivus                      | longissimi                                                             | longissimae                                                            | longissimi                                                             |                                |                                |                                |                                |                                |
| dativus                        | longissimo                                                             | longissimae                                                            | longissimo                                                             |                                |                                |                                |                                |                                |
| accusativus                    | longissimum                                                            | longissimam                                                            | longissimum                                                            |                                |                                |                                |                                |                                |
| vocativus                      | longissime                                                             | longissima                                                             | longissimum                                                            |                                |                                |                                |                                |                                |
| ablativus                      | longissimo                                                             | longissima                                                             | longissimo                                                             |                                |                                |                                |                                |                                |
| meervoud                       |                                                                        |                                                                        |                                                                        |                                |                                |                                |                                |                                |
| nominativus                    | longissimi                                                             | longissimae                                                            | longissima                                                             |                                |                                |                                |                                |                                |
| genitivus                      | longissimorum                                                          | longissimarum                                                          | longissimorum                                                          |                                |                                |                                |                                |                                |
| dativus                        | longissimis                                                            | longissimis                                                            | longissimis                                                            |                                |                                |                                |                                |                                |
| accusativus                    | longissimos                                                            | longissimas                                                            | longissima                                                             |                                |                                |                                |                                |                                |
| vocativus                      | longissimi                                                             | longissimae                                                            | longissima                                                             |                                |                                |                                |                                |                                |
| ablativus                      | longissimis                                                            | longissimis                                                            | longissimis                                                            |                                |                                |                                |                                |                                |
| Nederlands                     |                                                                        |                                                                        |                                                                        |                                |                                |                                |                                |                                |
| vertaling                      | 1) langst, 2) zeer lang, 3) (bij quam + superlativus) zo lang mogelijk | 1) langst, 2) zeer lang, 3) (bij quam + superlativus) zo lang mogelijk | 1) langst, 2) zeer lang, 3) (bij quam + superlativus) zo lang mogelijk |                                |                                |                                |                                |                                |

#### Onregelmatige superlativi
| bijvoeglijk naamwoord | superlativus                |
| --------------------- | --------------------------- |
| bonus (goed)          | optimus (best)              |
| malus (slecht)        | pessimus (slechtst)         |
| magnus (groot)        | maximus (grootst)           |
| parvus (klein)        | minimus (kleinst)           |
| multi (veel)          | plurimi/plerique (meest)    |
| plerique (de meesten) | pleraque (de allermeesten)  |
| multum (veel)         | plurimum (meest/zeer velen) |

## Onregelmatigheden

### Velle(willen),nolle(niet willen),malle(liever willen),ferre(dragen, brengen, meenemen),ire(gaan)

#### Praesens actief (onvoltooid tegenwoordige tijd)
| Praesens         | Praesens         | Praesens         | Praesens         | Praesens     | Praesens          | Praesens | Praesens | Praesens | Praesens |
| velle            | nolle            | malle            | ferre            | ire          | vertaling velle   |          |          |          |          |
| ---------------- | ---------------- | ---------------- | ---------------- | ------------ | ----------------- | -------- | -------- | -------- | -------- |
| volo             | nolo             | malo             | fero             | eo           | ik wil            |          |          |          |          |
| vis              | non vis          | mavis            | fers             | is           | jij wilt          |          |          |          |          |
| vult             | non vult         | mavult           | fert             | it           | hij/zij/het wil   |          |          |          |          |
| volumus          | nolumus          | malumus          | ferimus          | imus         | wij willen        |          |          |          |          |
| vultis           | non vultis       | mavultis         | fertis           | itis         | jullie willen     |          |          |          |          |
| volunt           | nolunt           | malunt           | ferunt           | eunt         | zij willen        |          |          |          |          |
| Imperativus      |                  |                  |                  |              |                   |          |          |          |          |
| --               | noli             |                  | fer              | i            | wil!              |          |          |          |          |
|                  | nolite           |                  | ferte            | ite          | wilt!             |          |          |          |          |
| Infinitivus      |                  |                  |                  |              |                   |          |          |          |          |
| velle            | nolle            | malle            | ferre            | ire          | willen            |          |          |          |          |
| Participium      |                  |                  |                  |              |                   |          |          |          |          |
| volens, volentis | nolens, nolentis | malens, malentis | ferens, ferentis | iens, euntis | willend, willende |          |          |          |          |
| Nederlands       |                  |                  |                  |              |                   |          |          |          |          |
| willen           | niet willen      | liever willen    | dragen           | gaan         |                   |          |          |          |          |

Opmerking: de imperativus van nolle (noli, nolite) drukt een zacht verbod uit bv. Noli vocare!= Roep toch niet!; Roep niet alstublieft!; Wil niet roepen!

#### Overige tijden actief
De overige tijden gaan wel regelmatig. Daarom wordt alleen de 1e persoon gegeven. 
| Alle tijden       | Alle tijden | Alle tijden | Alle tijden | Alle tijden | Alle tijden          | Alle tijden | Alle tijden | Alle tijden | Alle tijden |
| velle             | nolle       | malle       | ferre       | ire         | vertaling velle      |             |             |             |             |
| imperfectum       | imperfectum | imperfectum | imperfectum | imperfectum | imperfectum          | imperfectum | imperfectum | imperfectum | imperfectum |
| ----------------- | ----------- | ----------- | ----------- | ----------- | -------------------- | ----------- | ----------- | ----------- | ----------- |
| volebam           | nolebam     | malebam     | ferebam     | ibam        | ik wilde             |             |             |             |             |
| perfectum         |             |             |             |             |                      |             |             |             |             |
| volui             | nolui       | malui       | tuli        | ii          | ik heb gewild        |             |             |             |             |
| plusquamperfectum |             |             |             |             |                      |             |             |             |             |
| volueram          | nolueram    | malueram    | tuleram     | ieram       | ik had gewild        |             |             |             |             |
| futurum           |             |             |             |             |                      |             |             |             |             |
| volam             | nolam       | malam       | feram       | ibo         | ik zal willen        |             |             |             |             |
| futurum exactum   |             |             |             |             |                      |             |             |             |             |
| voluero           | noluero     | maluero     | tulero      | iero        | ik zal gewild hebben |             |             |             |             |

## Telwoorden

### Hoofdtelwoorden
| Numeralia : verbuigbaar | Numeralia : verbuigbaar | Numeralia : verbuigbaar | Numeralia : verbuigbaar | Numeralia : verbuigbaar | Numeralia : verbuigbaar | Numeralia : verbuigbaar | Numeralia : verbuigbaar | Numeralia : verbuigbaar | Numeralia : verbuigbaar |
| ----------------------- | ----------------------- | ----------------------- | ----------------------- | ----------------------- | ----------------------- | ----------------------- | ----------------------- | ----------------------- | ----------------------- |
|                         | mannelijk               | vrouwelijk              | onzijdig                | mannelijk               | vrouwelijk              | onzijdig                | mannelijk               | vrouwelijk              | onzijdig                |
| nominativus             | unus                    | una                     | unum                    | duo                     | duae                    | duo                     | tres                    | tres                    | tria                    |
| genitivus               | unius                   | unius                   | unius                   | duorum                  | duarum                  | duorum                  | trium                   | trium                   | trium                   |
| dativus                 | uni                     | uni                     | uni                     | duobus                  | duabus                  | duobus                  | tribus                  | tribus                  | tribus                  |
| accusativus             | unum                    | unam                    | unum                    | duos                    | duas                    | duo                     | tres                    | tres                    | tria                    |
| ablativus               | uno                     | una                     | uno                     | duobus                  | duabus                  | duobus                  | tribus                  | tribus                  | tribus                  |
|                         | één                     | één                     | één                     | twee                    | twee                    | twee                    | drie                    | drie                    | drie                    |

### Rangtelwoorden
| Numeralia : rangtelwoorden | Numeralia : rangtelwoorden | Numeralia : rangtelwoorden | Numeralia : rangtelwoorden | Numeralia : rangtelwoorden | Numeralia : rangtelwoorden | Numeralia : rangtelwoorden | Numeralia : rangtelwoorden | Numeralia : rangtelwoorden | Numeralia : rangtelwoorden |
| -------------------------- | -------------------------- | -------------------------- | -------------------------- | -------------------------- | -------------------------- | -------------------------- | -------------------------- | -------------------------- | -------------------------- |
|                            | mannelijk                  | vrouwelijk                 | onzijdig                   | mannelijk                  | vrouwelijk                 | onzijdig                   | mannelijk                  | vrouwelijk                 | onzijdig                   |
| nominativus                | primus                     | prima                      | primum                     | secundus                   | secunda                    | secundum                   | tertius                    | tertia                     | tertium                    |
| genitivus                  | primi                      | primae                     | primi                      | secundi                    | secundae                   | secundi                    | tertii                     | tertiae                    | tertii                     |
| dativus                    | primo                      | primae                     | primo                      | secundo                    | secundae                   | secundo                    | tertio                     | tertiae                    | tertio                     |
| accusativus                | primum                     | primam                     | primum                     | secundum                   | secundam                   | secundum                   | tertium                    | tertiam                    | tertium                    |
| ablativus                  | primo                      | primā                      | primo                      | secundo                    | secundā                    | secundo                    | tertio                     | tertiā                     | tertio                     |
|                            | eerste                     | eerste                     | eerste                     | tweede                     | tweede                     | tweede                     | derde                      | derde                      | derde                      |

### Verdelingsgetallen
| Numeralia : verdelingsgetallen | Numeralia : verdelingsgetallen | Numeralia : verdelingsgetallen | Numeralia : verdelingsgetallen | Numeralia : verdelingsgetallen | Numeralia : verdelingsgetallen | Numeralia : verdelingsgetallen | Numeralia : verdelingsgetallen | Numeralia : verdelingsgetallen | Numeralia : verdelingsgetallen |
| ------------------------------ | ------------------------------ | ------------------------------ | ------------------------------ | ------------------------------ | ------------------------------ | ------------------------------ | ------------------------------ | ------------------------------ | ------------------------------ |
|                                | mannelijk                      | vrouwelijk                     | onzijdig                       | mannelijk                      | vrouwelijk                     | onzijdig                       | mannelijk                      | vrouwelijk                     | onzijdig                       |
| nominativus                    | singuli                        | singulae                       | singulum                       | bini                           | binae                          | bina                           | terni                          | ternae                         | terna                          |
| genitivus                      | singulorum                     | singularum                     | singulorum                     | binorum                        | binarum                        | binorum                        | ternorum                       | ternarum                       | ternorum                       |
| dativus                        | singulis                       | singulis                       | singulis                       | binis                          | binis                          | binis                          | ternis                         | ternis                         | ternis                         |
| accusativus                    | singulos                       | singulas                       | singula                        | binos                          | binas                          | bina                           | ternos                         | ternas                         | terna                          |
| ablativus                      | singulis                       | singulis                       | singulis                       | binis                          | binis                          | binis                          | ternis                         | ternis                         | ternis                         |
|                                | elk één                        | elk één                        | elk één                        | elk twee                       | elk twee                       | elk twee                       | elk drie                       | elk drie                       | elk drie                       |

algemene Latijnse vervoegingen en verbuigingen · accusativus cum infinitivo (AcI) · accusativus cum participio (AcP) · nominativus cum infinitivo (NcI) · participium praesentis activi (PPA) · perfectum · imperfectum · plusquamperfectum · futurum · futurum exactum · subjects- en objectsaccusativus · reflexief persoonlijk voornaamwoord · predicatieve bepaling · adverbium · participium perfecti passivi (PPP) · passivum · activum · gerundium · gerundivum · praesens · praesens historicum · comparativus · superlativus · supinum · participium · declinatie · ablativus absolutus · dativus possessivus